# Фабіу Ауреліу
Фа́біу Ауре́ліу Родрі́геш (порт. Fábio Aurélio Rodrigues; нар. 24 вересня 1979, Сан-Карлус, Бразилія) — бразильський футболіст, лівий захисник/півзахисник клубу «Греміу».

## Біографія
Ауреліу народився 24 вересня 1979 року в Сан-Карлус, Бразилія. Має італійське походження, також подвійне громадянство — бразильське та італійське. Його сестра одружена з футболістом Еду. Фабіо одружився у 2000 році з Ейлен. У них двоє дітей: Фвбіо (нар. 2000) і Вікторія (2006)

## Клубна кар'єра

### «Сан-Паулу»
Фабіу є вихованцем «Сан-Паулу», в якому він дебютував у 1997 році. Він виступав за юнацькі збірні своєї країни серед гравців віком до 17 років, молодших 20 років і молодше 21 року і брав участь в Олімпійських іграх 2000 року.

### «Валенсія»
Ауреліу приєднався до «Валенсії» після Олімпіади, підписавши контракт на шість років. У сезоні 2001-02 років він виграв перший великий трофей — після 31-річної перерви «Валенсія» виграла чемпіонат Іспанії.
У наступному сезоні він став одним з найкращих лівофлангових захисників іспанської першості, забивши 8 м'ячів у лізі (10 у всіх турнірах). Сезон 2003-04 також став успішним для «Валенсії» — клуб виграв домашній чемпіонат, а у фіналі Кубка УЄФА переміг «Марсель» з рахунком 2-0. Більшу частину цього сезону Ауреліо пропустив через травму.

### «Ліверпуль»
Ауреліу отримав італійський паспорт, що дозволило йому виступати в Англії без дозволу на роботу. 5 липня 2006 Фабіо Ауреліу перейшов до «Ліверпуля».
31 березня 2007 відбувся матч між «Ліверпулем» і «Арсеналом» (4-1), в якому Ауреліу зіграв найважливішу роль, віддавши дві гольові передачі Пітеру Краучу і Даніель Аггеру. 3 квітня 2007 у матчі проти ПСВ в рамках розіграшу Ліги Чемпіонів Ауреліу отримав травму і, за приблизними оцінками, пропустить шість місяців.
У квітні 2008 року в першому матчі півфіналу Ліги Чемпіонів проти «Челсі» Фабіо отримав чергову травму і на 63-й хвилині був замінений. Йон-Арне Ріїсе, який вийшов замість нього на шостій доданій арбітром до матчу хвилині зрізав м'яч у свої ворота і дозволив лондонському клубу добитися нічиєї на Енфілді. Таким чином перед матчем у відповідь «Челсі» отримав серйозну перевагу і в підсумку зумів ним скористатися, вперше у своїй історії вийшовши у фінал головного європейського футбольного турніру.
25 травня 2010 року головний тренер «Ліверпуля» Рафаель Бенітес оголосив, що сторони не змогли домовитися про продовження контракту, і Фабіо Ауреліо покине клуб на правах вільного агента після завершення поточної угоди.
1 серпня 2010 року офіційний сайт «Ліверпуля» повідомив про те, що новий тренер команди Рой Ходжсон, дізнавшись, що колишній гравець клубу так і не знайшов собі нове місце роботи, зробив пропозицію футболістові повернутися у свою команду. Після проходження медогляду, Ауреліу погодив з «червоними» умови особистого контракту, розрахованого до 2012 року.

## Міжнародна кар'єра
За збірну Бразилії Ауреліо виступав на Олімпіаді 2000.
У жовтні 2009 року був викликаний до стану збірної, але так і не дебютував через травми.

## Досягнення
Бразилія
- Чемпіон Південної Америки (U-17): 1995

«Сан-Паулу»
- Чемпіон штату Сан-Паулу: 1998, 2000

«Валенсія»
- Чемпіон Іспанії: 2001-02, 2003-04
- Володар Кубка УЄФА: 2003-04
- Володар Суперкубка УЄФА: 2004

«Ліверпуль»
- Володар Суперкубка Англії: 2006
- Володар Кубка Футбольної Ліги: 2012